# Caterina Vitale
Caterina Vitale (Grecia, 1566 – Siracusa, 1619) è stata una farmacista e chimica maltese, la prima donna farmacista a Malta e presso gli Ospitalieri di San Giovanni di Gerusalemme.

## Biografia
Caterina Vitale era originaria della Grecia. Si sposò quando ancora era ancora molto giovane con Ettore Vitale, farmacista degli Ospitalieri. Dopo la morte del marito, avvenuta nel 1590, ereditò la sua farmacia e il compito di fornire i medicinali alla Sacra Infermeria. Venne descritta come una donna d'affari di successo e diventò molto ricca; è nota anche come benefattrice dell'ordine dei Carmelitani.
Trovandosi in una posizione a quel tempo inusuale per una donna, fu una figura controversa e divenne oggetto di leggende, calunnie e pettegolezzi. Fu accusata di essere una prostituta, di essere litigiosa e di torturare sadicamente gli schiavi.
Morì nel 1619 a Siracusa, in Sicilia, e il suo corpo fu portato alla Valletta e bruciato nella chiesa dei Carmelitani. Entrando nella chiesa, a sinistra di chi entra, si trovano ancora la sua pietra tombale e quella di Caterina Scappi, la fondatrice del primo ospedale per donne a Malta.
Alla sua morte Vitale lasciò in eredità parte della propria fortuna e la proprietà del palazzo Selmun al "Monte della Redenzione degli Schiavi", una istituzione che lavorava per liberare i maltesi caduti in schiavitù. Lasciò legati all'Ordine di Malta, a sua nipote, ai carmelitani e alla Chiesa Greca, mentre non lasciò nulla a sua figlia.